# CF-18 ホーネット
CF-18 ホーネット
- 用途：マルチロール機
- 製造者：マクドネル・ダグラス社（ボーイング社）
- 運用者： カナダ（カナダ空軍）
- 初飛行：1978年11月18日
- 生産数：138機
- 運用開始：1983年1月7日
- 運用状況：現役
- ユニットコスト：3,500万カナダドル（1977年）

CF-18 ホーネット（CF-18 Hornet）は、カナダ空軍の戦闘機で、アメリカ合衆国のF/A-18の派生型。カナダ軍呼称では、単座型を「CF-188A」、複座型を「CF-188B」と呼ばれている。

## 導入経緯
1977年、カナダ軍の非効率的な状況にカナダ政府はCF-104 スターファイターを交代させる必要があると結論を出した。
CF-104は、NATOの連合戦力に割り当てられており、NORADにはCF-101 ブードゥー、CF-116 フリーダム・ファイターがあった。その後、CF-116を除き戦闘機を退役させる方針が決定された。それら代替機の取得を目指す計画（New Fighter Aircraft）において、130機から150機を24億カナダドルの予算で購入を目指し、F-14、F-15、トーネード、ミラージュF1（後にミラージュ2000）が選定の対象となった。また、アメリカの軽量戦闘機（LWF）に参加していたF-16、F/A-18とその陸上運用輸出型のF-18Lが競争に加わった。カナダ政府は最小の適合化で導入できる機種を望み、受注を獲得したメーカーは同等の投資をカナダの産業に提供することを強調した。
1978年までに、限られた予算で購入の見込みがあるF-16とF/A-18の2機種が候補に絞られた。1980年、北極での使用や海上でのパトロールに有利だと考えられた信頼性のある2基のエンジンを持つF/A-18が選定された。単座型98機と複座型40機の計138機が発注され、20機の追加購入が検討された。F/A-18はCF-188と呼ばれたが、契約関係の公式な軍の文書以外ではCF-18 ホーネットと呼ばれる。
CF-18 ホーネットのF/A-18との外見上の差異は、夜間識別用に装備された60万カンデラのライトである。M61 バルカンの装填ドアに装備されたこのライトは取り外しも可能で、後に輸出向けF/A-18C/Dの標準装備となった。その他の特徴として機首の下面に偽のキャノピー（フォルスキャノピー）が描かれている。これは空戦時に敵方の方向感覚を狂わせることを目的としている。
機体の構成は、強固な降着装置、アレスティング・フック、折りたたみ式の主翼など、航空母艦での運用に適したF/A-18と共通点が多い。これらの装備は、北極に点在する小規模な飛行場でCF-18 ホーネットを運用する際に効果を発揮される。

## 運用

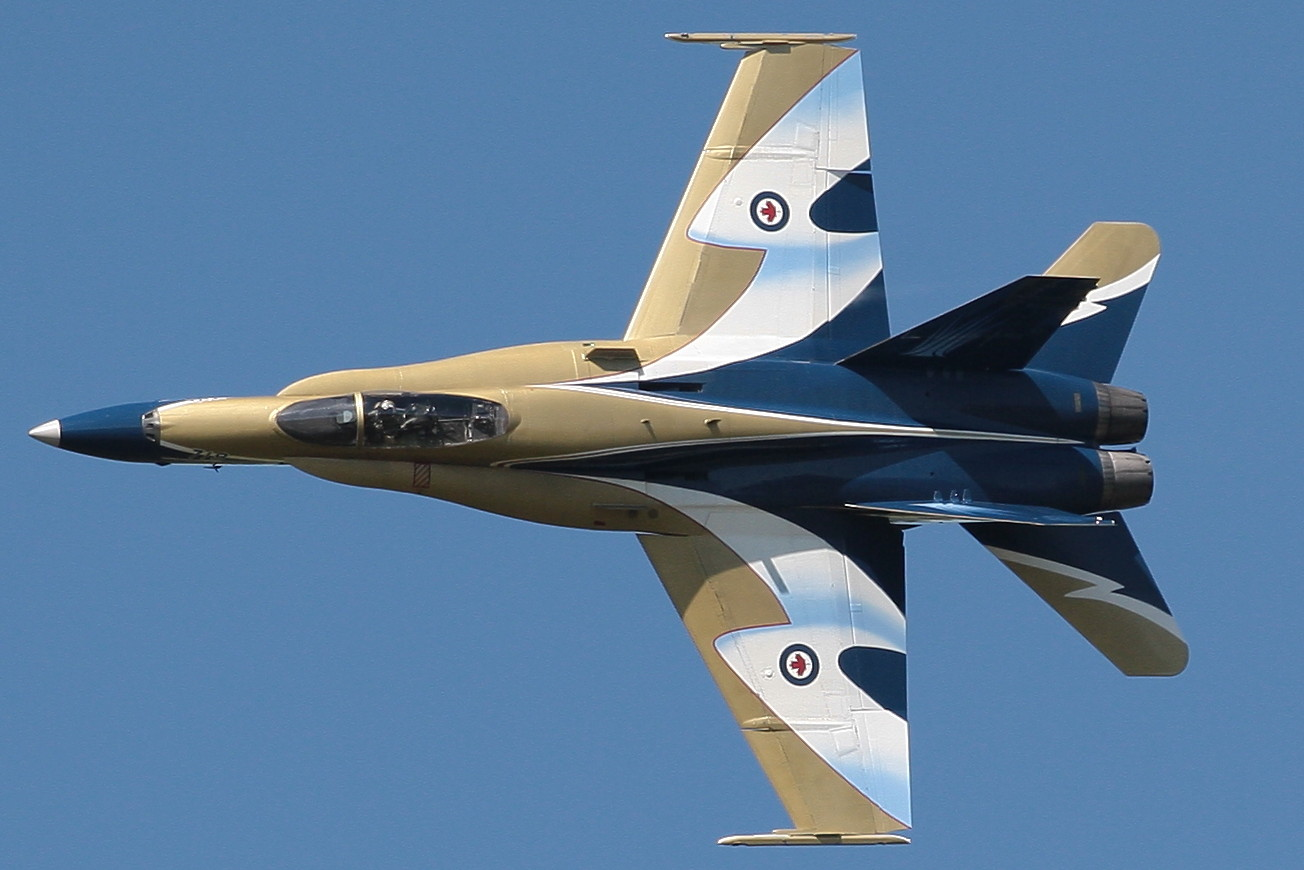
CF-18 Demonstration Team（2009年仕様）

1982年10月25日に2機がアルバータ州のコールド・レイク基地の第410飛行隊に引き渡された。続いて、西ドイツの第409飛行隊、第439飛行隊、第421飛行隊。コールド・レイク基地の第410機種転換部隊、第416飛行隊、第441飛行隊。サグネのバゴットビル基地の第425飛行隊、第433飛行隊へ配備された。しかし、初期不良と構造疲労により、これらの配備が遅延した。問題が解決するとNATOやNORADでの任務に投入された。
カナダ空軍では曲技飛行隊として『CF-18 Demonstration Team』を編成し北米の航空祭に出張させている。曲技用の改造はされていないが塗装が毎年異なるのが特徴である。

## 戦歴

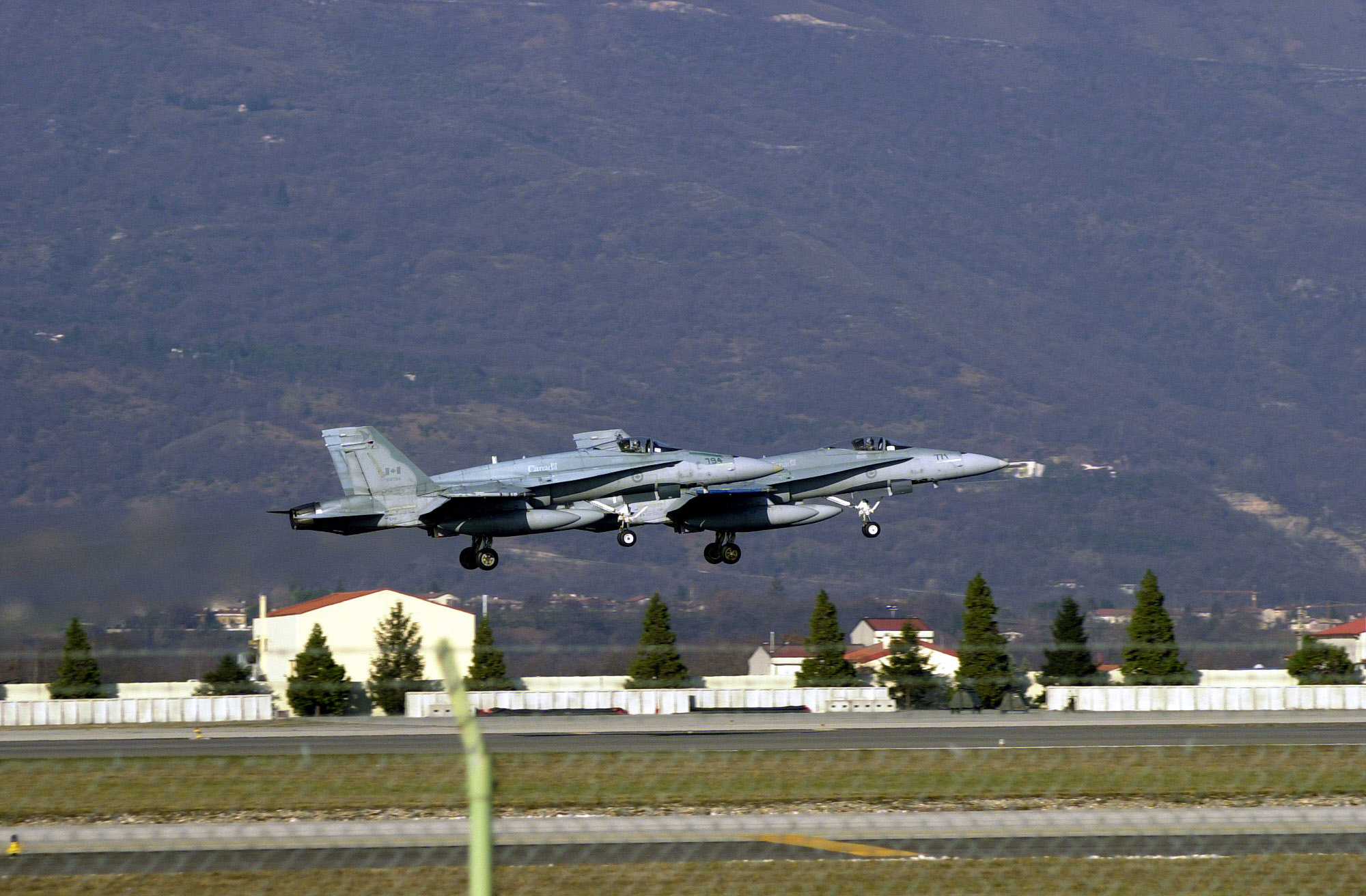
アヴィアーノ基地から離陸するCF-18 ホーネット

1991年、湾岸戦争にカナダも参戦し、多国籍軍として26機がフリクション作戦に参加した。湾岸戦争の間、西ドイツに駐留していたCF-18 ホーネットはカタールのドーハに拠点を移した。カナダのパイロットは、5,700時間以上の飛行時間を経験した。特に半分近くを占めたのは、空中戦闘哨戒任務であった。
湾岸戦争初期、多国籍軍の対地攻撃を支援するため敵戦闘機掃討と護衛が任務となった。しかし、2月後半の地上侵入の間には、爆撃任務にも就いた。湾岸戦争時に精密誘導爆弾を装備できなかったが、500ポンド（230kg）通常爆弾でイラクの砲兵陣地、補給物資集積場を攻撃し、前線から離れた戦地の支援にあたった。
旧ユーゴスラビアでの相次ぐ紛争に、CF-18 ホーネットは2回派遣された。最初はボスニア・ヘルツェゴビナ紛争で調停役にまわったNATOの一員としてパトロールに就き、1997年8月から3ヶ月の期間であった。次はコソボ紛争で、1998年6月から2000年12月まで、18機がイタリアのアヴィアーノに配備された。
コソボ紛争においてCF-18 ホーネットの機数は少なかったが、空中戦闘哨戒と対地攻撃の双方を行い、NATO出撃回数の割合では10%を担った。戦闘の出撃回数は678、迎撃の出撃回数は120を数え、爆撃は558回、2,577時間に達した。地対空ミサイル陣地、空軍基地、橋、燃料保管所といった多種多様な目標を攻撃し、精密誘導爆弾397発と通常爆弾171発を投下した。

## 後継機の検討
カナダはF-35を調達し、CF-18を代替する予定であったが、2015年9月20日、カナダ自由党党首ジャスティン・トルドーは、首相に選出されれば、F-35の調達計画をキャンセルし、老朽化したCF-18を低コストの代替品に置き換えると発表。その後トルドーは2015年11月22日に首相就任を宣言した。2016年11月22日に政府は、新しいジェット機が適切に機能するまで穴埋めとして18機のF/A-18E/F戦闘機を購入すると発表した。2017年9月12日までにアメリカ国務省はE型10機、F型8機を輸出する方針をアメリカ議会に通告した。しかしその後カナダ政府はボーイングとボンバルディアの貿易摩擦を受け、2017年12月12日、購入計画を撤回し代わりにオーストラリアから中古のF/A-18A/B型を購入する方針を発表した。
2020年7月31日、カナダの公共調達省は後継機調達計画の最終提案を受領したと発表した。最終候補はJAS 39（サーブ、ラファエルなど）とF-35A（ロッキード・マーチン、P&W）、F/A-18E/F（ボーイング、GEカナダ、レイセオン・カナダなど）の3機種で、機体の能力（60%）・コスト（20%）・地元産業の参画（20%）の3分野に分けて評価が行われる。
2022年3月28日、公共調達省は後継機をF-35Aを採用したと発表した。88機の導入を予定する。しかしアメリカによるカナダ併合の可能性や関税に関する貿易戦争に関連して、ブレア首相は、既に購入料金を支払ってしまった16機のF-35は受け入れられるかもしれないが、残りの機体はスウェーデン製のJAS-39など、欧州の供給業者の航空機で構成されるだろうと示唆している。

## 派生型
CF-18A（CF-188A）
単座戦闘攻撃機。
CF-18B（CF-188B）
複座訓練機。

## 要目 (CF-18)
出典: CF-18 Specifications
諸元
- 乗員: 1名ないし2名
- 全長: 17.07m （56ft0in）
- 全高: 4.66m （15ft4in）
- 翼幅: 12.31m（40ft）
- 翼面積: 37.16m² （400ft²）
- 翼型: NACA 65A005 mod root, 65A003.5 mod tip
- 空虚重量: 10,455kg （23,049lb）
- 運用時重量: 16,850kg （37,150lb）
- 最大離陸重量: 23,400kg （51,550lb）
- 動力: ゼネラル・エレクトリック F404-GE-400 ターボファンエンジン、71.2kN （16,000lbf）  × 2

性能
- 最大速度: マッハ1.8 （1,127mph）
- フェリー飛行時航続距離: 3,330km （1,800海里）
- 航続距離: 537km （290海里）
- 実用上昇限度: 15,000m （50,000ft）
- 上昇率: 254m/s （50,000ft/min）
- 推力重量比: 0.89

武装
- ハードポイント9箇所（パイロン5・胴体下1・翼下4） 最大搭載量 6,215kg
  - ミサイル

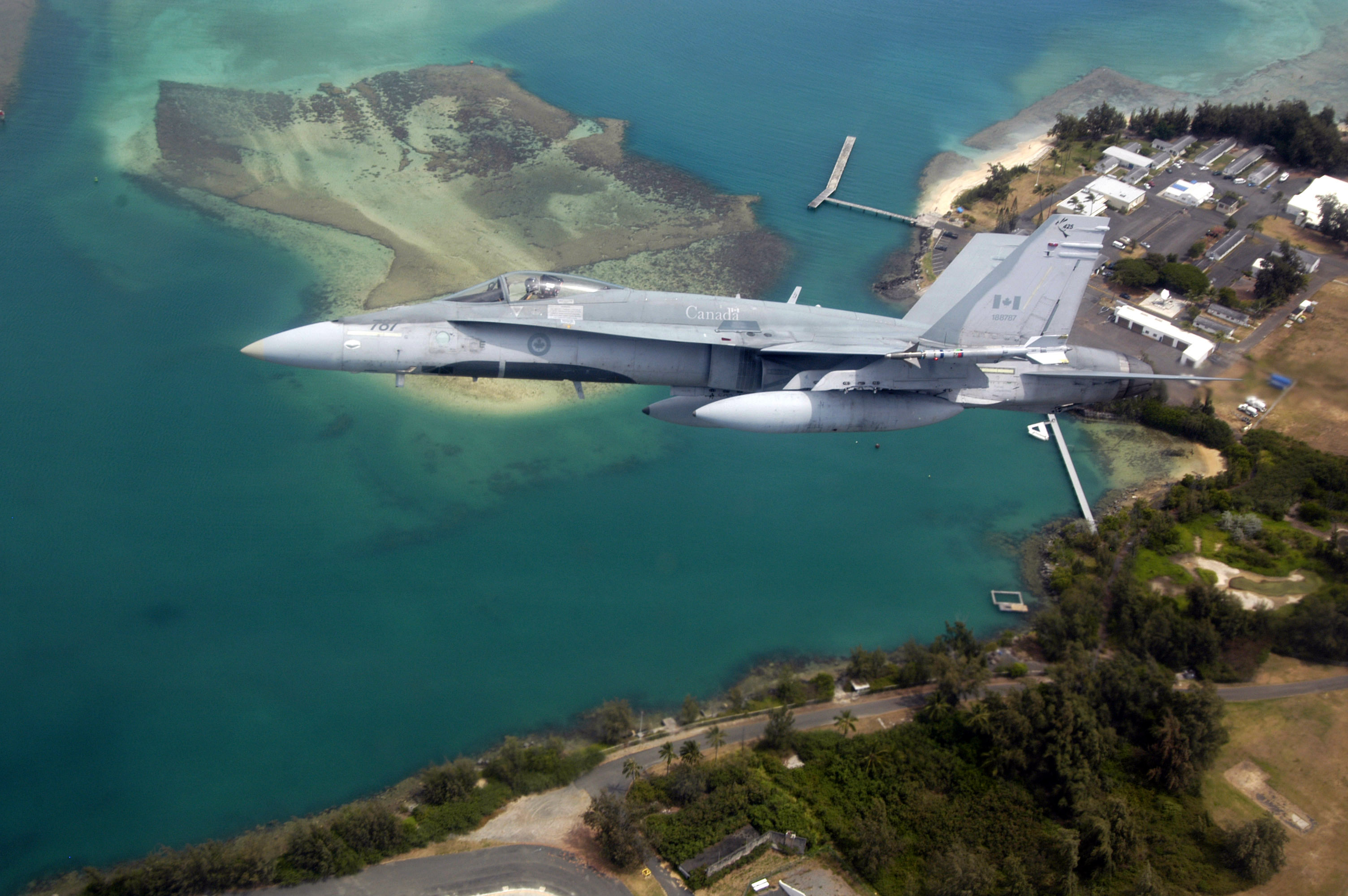
RIMPAC 2006にてハワイ沖を飛行するCF-18 ホーネット

    - 空対空ミサイルAIM-9 サイドワインダー, AIM-7 スパロー, AIM-120 AMRAAM
    - 空対地ミサイルAGM-65 マーベリック
- 固定武装: M61A1 バルカン 内部ガトリング砲（砲弾578発）×1門
- ロケット弾: CRV7 ロケット
- 爆弾: Mk 82, Mk 83, Mk 84（無誘導爆弾）, GBU-10, GBU-12, GBU-16, GBU-24（レーザー誘導爆弾）
- アビオニクス: 

  - レイセオン AN/APG-73レーダー
  - BAE システムズ AN/APX-111 IFF
  - ロックウェル・コリンズ AN/ARC-210 RT-1556/ARC VHF/UHF ラジオ
  - ジェネラル・ダイナミクス AN/AYK-14 XN-8 ミッション・コンピュータ
  - スミス・エアロスペース AN/AYQ-9 マネジメント・システム